# Вертолётная пещера
Вертолётная пещера, или Ахмеровский провал — карстовая пещера, образована в светло-серых массивных гипсах кунгурского яруса. Пещера находится в 1 км к северу от деревни Ахмерово Аургазинского района Башкортостана, в 7 км от автодороги Р-240 Уфа — Оренбург. Образование стабильных подземных образований такого размера редко происходит в гипсовых породах, что делает Вертолётную пещеру привлекательной для туризма. Вход в пещеру платный.

## Этимология
Название пещеры связано со способом её открытия. Во время облёта с борта вертолета обнаружили в земле значительный провал и назвали его Ахмеровским, по названию деревни, возле которой он находится. Этот провал оказался пещерой, названной в честь необычного способа открытия.

## Описание
Находится в спелеологической карстовой стране Восточно-Европейской равнины. Общая длина ходов 1768 м, амплитуда 50 м, площадь 21 200 м².
Вход в пещеру расположен в провальной воронке глубиной 40 метров и диаметром около 80 метров. Пещера состоит из двух основных параллельных полого-наклонных галерей длиной до 100 метров, шириной до 40 метров и высотой до 6 метров. От них отходят ходы, часть которых создаёт верхний сухой ярус. Стены и потолок галерей сильно корродированы, обвалоопасны. Пол покрыт толстым слоем тестообразной комковатой глины с трещинами усыхания, по которой сочится вода.
У пещеры есть подводное продолжение. В восточной части пещеры находится озеро глубиной до 2 метров. Пока что исследовано около 150 метров подводных лабиринтов.
Зимой и ранней весной в пещере образуются ледяные сталагмиты, сталактиты и кристаллы. Температура зимой почти такая же как на земной поверхности, летом 6 °С. Пещера весной затапливается талыми водами, максимальный уровень — 4 метра.